# Udo Schickhoff
Udo Schickhoff (* 26. Oktober 1960 in Arnsberg-Neheim) ist Professor für Physische Geographie am Institut für Geographie der Universität Hamburg.

## Leben
Schickhoff absolvierte von 1981 bis 1988  ein Studium der Geografie, Botanik, Geologie, und Soziologie in Bochum und Münster, 1993 wurde er an der Universität Münster promoviert. Im Jahr 1999 erfolgte die Habilitation an der Universität Bonn. Seit 2004 ist er Professor für Geografie am Institut für Geografie der Universität Hamburg. Er gehört der AG Biogeographie und Landschaftsökologie an.

## Publikationen (Auswahl)
- Udo Schickhoff: Das Kaghan-Tal im Westhimalaya (Pakistan). Studien zur landschaftsökologischen Differenzierung und zum Landschaftswandel mit vegetationskundlichem Ansatz, Bildungsverlag Eins 1994, ISBN 3-427-76371-4
- Andrew C Millington, Mark Blumler, Udo Schickhoff: The SAGE Handbook of Biogeography, Sage Publications Ltd. 2011, ISBN 1-4129-1951-7